# Tischtennisweltmeisterschaft 1991
Die 41. Tischtennisweltmeisterschaft fand vom 24. April bis zum 6. Mai 1991 in Chiba (Japan) in den Hallen des Nippon Convention Centers statt.

## Allgemeines
Schweden dominiert die Herrenwettbewerbe dieser WM. Die Herrenmannschaft kann ihren in Dortmund errungenen Titel auch in Japan verteidigen und wird zum dritten Mal Weltmeister. Jugoslawien erringt die Silbermedaille. Die Plätze 1 bis 5 werden von europäischen Mannschaften belegt, China kommt nur auf Platz 7. Auch die Damenmannschaft Chinas wird nicht Weltmeister; nach achtmaligem Titelgewinn in Folge muss sie sich diesmal mit Silber begnügen.
Im Herreneinzel revanchiert sich Jörgen Persson gegen Jan-Ove Waldner für die Finalniederlage von Dortmund 1989 und wird Weltmeister. Im Herrendoppel erringt Jörgen Persson dann noch eine Bronzemedaille – Weltmeister wird mit Peter Karlsson/Thomas von Scheele ein anderes schwedisches Doppel.
Die deutsche Herrenmannschaft belegt einen guten 5. Platz – die deutschen Damen erreichen Rang 13.

## Spielsystem der Mannschaftswettbewerbe
Das Spielsystem für die Herren- und Damen-Mannschaftswettbewerbe wurde wieder geändert.
Die Teams werden anhand der Platzierung bei der letzten WM klassifiziert in "Erstplatzierte 16" und "Rest".
Die 16 Erstplatzierten der letzten WM spielen in der Vorrunde in zwei Achtergruppen A und B Jeder gegen Jeden. Die ersten sechs Mannschaften von Gruppe A und B erreichen das Achtelfinale, stellen also 12 Teilnehmer im Achtelfinale.
Die restlichen Teams, die 1989 nicht unter die ersten 16 kamen, bilden acht weitere Achtergruppen, wo nach dem System Jeder gegen Jeden gespielt wird. Die acht Erstplatzierten bestreiten danach noch eine Partie untereinander, die vier Sieger qualifizieren sich für das Achtelfinale. Die vier Verlierer bestreiten zusammen mit den Mannschaften, die sich in den Gruppenspielen nicht qualifizieren, Kämpfe um die Plätze 17 und schlechter.
Kritisiert wurde an diesem System, dass das Paarungssystem im Achtelfinale im Voraus feststeht und so taktische Überlegungen ermöglicht, etwa absichtliche Niederlagen, um im Achtelfinale auf angenehmere Gegner zu treffen.
Die einzelnen Mannschaftskämpfe der Herren wurden nach einem modifizierten System durchgeführt, bei dem ein Spieler zwei Einzel bestreitet, seine beiden Teamkollegen spielen zusammen Doppel und jeweils ein Einzel.

## Abschneiden der Deutschen

### Mannschaftswettbewerb Herren
Die deutsche Mannschaft startete in der Vorrundengruppe B. Hier siegte sie gegen die Niederlande, UdSSR, CSFR, Ungarn und Frankreich. Dagegen unterlag sie gegen Polen und China. Dies reichte zu Platz 2.
Der Kampf gegen China endete mit einem Eklat: China strebte offensichtlich mit Blick auf das Achtelfinale eine taktische Niederlage an um nicht Gruppenerster zu werden. Daher brach Deutschland – auch nicht am Gruppensieg interessiert – dieses Match bei eigener 2:0-Führung ab und verlor auf diese Weise 3:2. Daraufhin schloss der Weltverband ITTF den deutschen Trainer Zlatko Čordaš vom Turnier aus. Dies wurde als schwerwiegende Schwächung der deutschen Mannschaft gewertet, dennoch zeigte der Deutsche Tischtennis-Bund DTTB volles Verständnis für Čordaš’ Vorgehen.
Im Achtelfinale besiegte das deutsche Team Italien mit 3:1, verlor dann aber im Viertelfinale knapp gegen Jugoslawien. Damit erreichte man Platz 5 und war zwei Plätze besser als bei der vorherigen WM 1989.

### Mannschaftswettbewerb Damen
Die deutsche Damenmannschaft trat in der Vorrunde in Gruppe D an. Hier belegte sie ungeschlagen Platz 1 durch Siege gegen Portugal und Schweiz jeweils 3:0 sowie ein 3:1 gegen Malaysia. Danach qualifizierten sie sich durch ein 3:2 gegen Belgien, den ersten der Parallelgruppe, für das Achtelfinale. Hier scheiterten sie mit 1:3 an der ungarischen Mannschaft.
In den folgenden Platzierungsspielen unterlagen sie mit 0:3 gegen Jugoslawien, besiegten danach jedoch Dänemark mit 3:1 und Finnland mit 3:0. Dies bedeutete Platz 13, eine Verbesserung gegenüber Platz 19 der vorherigen WM 1989.

### Herreneinzel
Roßkopf erreichte nach Siegen über Kim Guk Choi (Korea), Chu Kyo Sung (Korea) und Wei Qingguang (China) das Achtelfinale, wo er mit 0:3 am späteren Vizeweltmeister Waldner (Schweden) scheiterte.
Fetzner besiegte Błaszczyk und Kreanga (Griechenland), ehe er gegen Kim Taek-soo (Korea) verlor. Genausoweit brachte es Böhm nach Siegen über Nabeel S. Ai-Magahwi (Saudi-Arabien), Horatio Pintea (Kanada) und der Niederlage gegen den späteren Weltmeister Persson (Schweden).
Torben Wosik wurde in den Mannschaftskämpfen nicht eingesetzt. Im Einzelwettbewerb schied er in der ersten Runde gegen Skylet Andrew (England) aus. Nach überzeugenden Leistungen im Teamwettbewerb konnte sich Peter Franz gegen Choi Gyong Sop (Korea) in Runde 1 nicht durchsetzen.

### Herrendoppel
Die Titelverteidiger Roßkopf/Fetzner erreichten das Viertelfinale. Sie gewannen gegen Lars Hauth/Kim Hogsberg (Dänemark), Thierry Cabrera/Frederic Sonnet (Belgien) und Yu Shtentong/Zhang Lei (China). Gegen die russischen Brüder Andrei und Dmitri Masunow verloren sie dann mit 1:3.
Wosik/Franz besiegten Trinko Keen/Casper Mol (Niederlande) und verloren danach gegen Wei Qingguang/Xie Chaoje (China). Böhm spielte mit dem Jugoslawen Zoran Kalinić. Sie setzten sich in der 1. Runde gegen die Kubaner Francisco De Arado Armas/Santiago Roque Panton durch, nicht aber in Runde 2 gegen Károly Németh/Sándor Varga (Ungarn).

### Dameneinzel
Schall erreichte als einzige deutsche Dame die zweite Runde. In den Qualifikationsspielen besiegte sie Aremdariz M. Cabrera (Ecuador), Naseem Nazli (Pakistan) und Petra Fichtinger (Österreich). Danach setzte sie sich in Runde 1 gegen Mantu Ghosh (Indien) durch um schließlich an Hong Cha-ok (Korea) zu scheitern.
In der ersten Runde schieden Praedel (gegen Lisa Lomas, England), Struse (gegen Galina Melnik, UdSSR) und Nemes (gegen Alessia Arisi, Italien) aus. Faltermaier scheiterte bereits in der Qualifikation, wo sie gegen Diana Wiworo (INA) sowie Benedicte Meyer (Luxemburg) gewann, aber gegen Oksana Kush (UdSSR) verlor.

### Damendoppel
Faltermaier/Nemes gewannen zweimal, gegen Madeleine Armas Nunez/Yolanda Rodriguez Rey (Kuba) und Maxine Joan Goldie/Li Chunli (Neuseeland), und gelangten so ins Achtelfinale. Hier schieden sie gegen Xiaoxin Hu/ Liu Wei (China) aus.
Die anderen Doppel scheiterten bereits in der Qualifikation: Schall/Struse besiegten Masayo Kawai/Akiyo Muroshige (Japan), Steffi Fries/Ilona Knecht (Schweiz) und verloren gegen Mulatsih/Diana Wiworo (INA). Praedel gewann mit der Österreicherin Vera Kottek gegen Stephanie Evans/Benedicte Meyer (Wales/Luxemburg) und verlor gegen Bai Huei-Yin/Tsui Li (Taiwan).

### Mixed
Das erfolgreichste deutsche Mixed war Roßkopf/Struse, das nach Siegen über Tsuneyasu Yamamoto/Yumi Aoike (Japan), David Buck/Natasha Williams (Wales), Atanda Musa/Bose Kaffo (Nigeria) und Zhang Lei/Qio Yungping (China) im Viertelfinale auftauchte, wo es von Xie Chaojie/Chen Zihe (China) gestoppt wurde.
Bis in die dritte Runde schafften es Franz/Faltermaier, indem sie Carlos Kawai/Martha Massuda (Brasilien) und Frederic Sonnet/Sophie Thirion (Belgien) ausschalteten, dann aber an Lo Chuen Tsung /Chai Po Wa (Hongkong) scheiterten.
Wosik/Schall schieden in Runde 2 gegen Kim Song-hui/Li Bun Hui (Korea) aus; vorher hatten sie Allan Bentsen/Pernilla Pettersson (Dänemark/Schweden) besiegt. Genauso weit brachten es Fetzner/Nemes: Dem 2:0 gegen Gideon Ng Joe/Mariann Domonkos (Kanada) folgte eine 0:2-Niederlage gegen Damien Éloi/Sandrine Derrien (Frankreich). Böhm/Praedel scheiterten in Runde 1 an den späteren Weltmeistern Wang Tao/Liu Wei (China).

### Trainer
Cheftrainerin war Eva Jeler, Zlatko Čordaš betreute – bis zu seiner Sperre – zusammen mit Klaus Schmittinger die Herren, Dirk Schimmelpfennig die Damen.

## Wissenswertes
- Erstmals seit der Teilung des Landes stellt Korea eine gemeinsame Damen- und Herrenmannschaft.
- Norwegen meldete als Ersatzspieler den ehemaligen deutschen Meister und aktuellen Generalsekretär des TT-Verbandes Norwegen Jochen Leiß. Er wurde allerdings nicht eingesetzt.
- Gespielt wurde mit gelben Bällen auf blauen Tischen.
- Chen Xinhua, der 1985 mit China Mannschaftsweltmeister wurde, trat für England an.
- Als erfolgreichste Mannschaftsspieler des Turniers erhielten Zoran Primorac (Kroatien) und Hyun Jung-hwa (Südkorea) die JOOLA Trophy.
- Die Schottin Janet Smith erhält vom SCI den Richard Bergmann Fair Play Preis.
- Der Jugoslawe Zoran Kalinić und die Chinesin Deng Yaping erhalten vom SCI den Victor Barna Preis.
- Aus Deutschland waren die Schiedsrichter Erwin Preiß (Karlsruhe) und Willi Dietrich (Wetzlar) vertreten.

## Ergebnisse
Folgende Deutsche nahmen nur an den Individualwettbewerben teil:
- Damen: Christiane Praedel

| Wettbewerb        | Rang | Sieger                                                                                   |
| ----------------- | ---- | ---------------------------------------------------------------------------------------- |
| Mannschaft Herren | 1.   | Schweden (Erik Lindh, Peter Karlsson, Jan-Ove Waldner, Mikael Appelgren, Jörgen Persson) |
| Mannschaft Herren | 2.   | Jugoslawien (Zoran Primorac, Robert Smrekar, Ilija Lupulesku, Zoran Kalinić)             |
| Mannschaft Herren | 3.   | CSSR (Petr Javurek, Roland Vimi, Tomas Janci, Petr Korbel, Milan German)                 |
| Mannschaft Herren | 4.   | Belgien (Thierry Cabrera, Jean-Michel Saive, Frederic Sonnet, Philippe Saive)            |
| Mannschaft Herren | 5.   | Deutschland (Georg Böhm, Steffen Fetzner, Peter Franz, Jörg Roßkopf, Torben Wosik)       |
| Mannschaft Herren | 9.   | Österreich (Ding Yi, Dietmar Palmi, Qianli Qian, Werner Schlager, Hannes Seyer)          |
| Mannschaft Herren | 36.  | Schweiz (Jan Gurtner, Ivan Jecic, Kurt Muehlethaler, Stefan Renold)                      |
| Mannschaft Damen  | 1.   | Gesamtkoreanische Mannschaft (Li Bun Hui, Jung Hwa Hyun, Hong Cha-ok, Yu Sun-bok)        |
| Mannschaft Damen  | 2.   | China (Qiao Hong, Chen Zihe, Deng Yaping, Gao Jun)                                       |
| Mannschaft Damen  | 3.   | Frankreich (Wang Xiaoming, Sandrine Derrien, Emmanuelle Coubat, Agnes Le Lannic)         |
| Mannschaft Damen  | 13.  | Deutschland (Cornelia Faltermaier, Olga Nemes, Elke Schall, Nicole Struse)               |
| Mannschaft Damen  | 29.  | Österreich (Petra Fichtinger, Vera Kottek, Elisabeth Maier)                              |
| Mannschaft Damen  | 46.  | Schweiz (Steffi Fries, Ilona Knecht, Pascale Rommerskirchen)                             |
| Herren Einzel     | 1.   | Jörgen Persson – SWE                                                                     |
| Herren Einzel     | 2.   | Jan-Ove Waldner -SWE                                                                     |
| Herren Einzel     | 3.   | Kim Taek Soo – KOR                                                                       |
| Herren Einzel     | 3.   | Ma Wenge – CHN                                                                           |
| Damen Einzel      | 1.   | Deng Yaping – CHN                                                                        |
| Damen Einzel      | 2.   | Li Bun Hui – PRK                                                                         |
| Damen Einzel      | 3.   | Chan Tan Lui – HKG                                                                       |
| Damen Einzel      | 3.   | Qiao Hong – CHN                                                                          |
| Herren Doppel     | 1.   | Peter Karlsson/Thomas von Scheele – SWE                                                  |
| Herren Doppel     | 2.   | Wang Tao/Lu Lin – CHN                                                                    |
| Herren Doppel     | 3.   | Dmitri Masunow/Andrei Masunow – URS                                                      |
| Herren Doppel     | 3.   | Jörgen Persson/Erik Lindh – SWE                                                          |
| Damen Doppel      | 1.   | Chen Zihe/Gao Jun – CHN                                                                  |
| Damen Doppel      | 2.   | Deng Yaping/Qiao Hong – CHN                                                              |
| Damen Doppel      | 3.   | Li Jun/Liu Wie – CHN                                                                     |
| Damen Doppel      | 3.   | Hu Xiaoxin/Ding Yaping – CHN                                                             |
| Mixed             | 1.   | Wang Tao/Liu Wei – CHN                                                                   |
| Mixed             | 2.   | Xie Chaojie/Chen Zihe – CHN                                                              |
| Mixed             | 3.   | Kalinikos Kreanga – GRE/Otilia Bădescu – ROM                                             |
| Mixed             | 3.   | Song Hui Kim/Li Bun Hui – PRK                                                            |

## Medaillenspiegel
| Rang  | Land                | Gold | Silber | Bronze | Gesamt |
| ----- | ------------------- | ---- | ------ | ------ | ------ |
| 1     | Volksrepublik China | 3    | 4      | 4      | 11     |
| 2     | Schweden            | 3    | 1      | 1      | 5      |
| 3     | Korea               | 1    | 1      | 2      | 4      |
| 4     | Jugoslawien         | 0    | 1      | 0      | 1      |
| 5     | Tschechoslowakei    | 0    | 0      | 1      | 1      |
| 5     | Russland            | 0    | 0      | 1      | 1      |
| 5     | Hongkong            | 0    | 0      | 1      | 1      |
| 5     | Frankreich          | 0    | 0      | 1      | 1      |
| 9     | Griechenland        | 0    | 0      | 0,5    | 0,5    |
| 10    | Rumänien            | 0    | 0      | 0,5    | 0,5    |
| Total | Total               | 7    | 7      | 12     | 26     |